# Comuna Copăceni, Sîngerei
Comuna Copăceni este o comună din raionul Sîngerei, Republica Moldova. Este formată din satele Copăceni (sat-reședință), Antonovca, Evghenievca, Gavrilovca, Petrovca și Vladimireuca.

## Demografie
Conform datelor recensământului din 2014, comuna are o populație de 2.613 locuitori. La recensământul din 2004 erau 3.315 locuitori.

## Administrație și politică
Componența Consiliului local Copăceni (13 consilieri), ales la 5 noiembrie 2023, este următoarea:
|  | Partid                                       | Consilieri | Componență | Componență | Componență | Componență | Componență | Componență | Componență |
|  | -------------------------------------------- | ---------- | ---------- | ---------- | ---------- | ---------- | ---------- | ---------- | ---------- |
|  | Partidul Acțiune și Solidaritate             | 7          |            |            |            |            |            |            |            |
|  | Partidul Socialiștilor din Republica Moldova | 2          |            |            |            |            |            |            |            |
|  | Partidul Social Democrat European            | 2          |            |            |            |            |            |            |            |
|  | Partidul Liberal Democrat din Moldova        | 2          |            |            |            |            |            |            |            |

## Personalități
- Adrian Păunescu (1943-2010), autor, critic literar, eseist, director de reviste, poet, publicist, textier, scriitor, traducător și om politic;
- Gheorghe Duca (n. 1952), academician.